# Parafia św. Wita i św. Katarzyny w Rehling
Parafia św. Wita i św. Katarzyny (Pfarrei St. Vitus und St. Katherina) – parafia w dekanacie Aichach-Friedberg z siedzibą w Rehling przy Hauptstaße 5. Parafia połączona jest unią personalną z parafią św. Piotra w Stotzard, posiadają jednak oddzielną administrację, księgi parafialne i kościoły parafialne. 

## Świątynie
Kościół Parafialny:
- Kościół św. Wita i św. Katarzyny w Rehling

Kościoły filialne:
- Kościół św. Wolfganga w Unterach,
- Kościół św. Mikołaja w Au,
- Kościół św. Szczepana w St. Stephan

Inne świątynie:
- Kaplica zamkowa ś.ś. Jerzego i Marcina w Scherneck,
- Kaplica cmentarna św. Jan Nepomucena przy Nowym Cmentarzu w Rehling,
- Kaplica Najświętszego serca Jezusa w Allmering,

Kapliczki:
- Kapliczka NMP w Allmering,
- Kapliczka Mariacka w Gamling,
- Kapliczka Matki Bożej w Kagering,